# Yo disparé a Andy Warhol
Yo disparé a Andy Warhol es una película de 1996, dirigida por Mary Harron y protagonizada por Lily Taylor y Jared Harris. Se estrenó en el Festival de cine de Cannes de 1996.

## Sinopsis
Valerie Solanas (Lily Taylor) escribe el guion de una película y quiere que Andy Warhol (Jared Harris) la produzca, pero éste se niega. Entonces ella toma una drástica decisión: dispararle. 

## Elenco
- Lili Taylor - Valerie Solanas
- Jared Harris - Andy Warhol
- Stephen Dorff - Candy Darling
- Martha Plimpton - Stevie
- Lothaire Bluteau - Maurice Girodias
- Anna Levine - Iris
- Peter Friedman - Alan Burke
- Tahnee Welch - Viva
- Jamie Harrold - Jackie Curtis
- Donovan Leitch - Gerard Malanga
- Michael Imperioli - Ondine
- Reg Rogers - Paul Morrissey
- Bill Sage - Tom Baker
- Jill Hennessy - Laura
- Coco McPherson - Brigid Berlin
- Lorraine Farris - Susan
- Craig Chester - Fred Hughes
- Victor Browne - Danny
- Billy Erb - Rotten Rita
- Anh Duong - Comtesse de Courcy

## Recepción
Rotten Tomatoes informó que el 77% de las críticas le dieron críticas positivas.
En Metacritic tiene un 75/100.